# Laura Borràs i Castanyer
Laura Borràs i Castanyer   (Barcelona, 5 d'octubre de 1970) és una política i filòloga catalana, especialista en teoria de la literatura i literatura comparada, i professora de la Universitat de Barcelona. Ha sigut presidenta de Junts per Catalunya entre 2022 i 2024.
Entre els anys 2013 i 2018 va ser directora de la Institució de les Lletres Catalanes. Posteriorment va ser consellera de Cultura de la Generalitat de Catalunya (2018-2019), diputada al Congrés dels Diputats (2019-2021), i presidenta del Parlament de Catalunya entre el 12 març del 2021 i l'1 de juny de 2023, quan se li va retirar l'acta de diputada per ordre de la Junta Electoral Central. El 30 de març del 2023 fou condemnada a quatre anys i mig de presó i a tretze anys d'inhabilitació per la causa oberta contra ella.

## Biografia

### Etapa acadèmica
És llicenciada en Filologia Catalana (1993) i doctora en Filologia Romànica (1997) per la Universitat de Barcelona per la tesi Formes de la follia a l'Edat Mitjana. Estudi comparat de textos literaris i representacions iconogràfiques. Fou Premi Extraordinari (1998) de la Divisió de Ciències Humanes i Socials de la Universitat de Barcelona.
Des de 1995 és professora a la Universitat de Barcelona, on ensenya teoria de la literatura i literatura comparada, i també és professora del Màster de formació del professorat del Departament de didàctica de la llengua i la literatura. De 2007 a 2017 va ser la Directora Acadèmica del Màster en Literatura en l'era digital de la Universitat de Barcelona. S'ha especialitzat en la difusió de la literatura en entorns digitals, particularment les xarxes socials. Des del 2000 dirigeix el grup de recerca Hermeneia, que estudia les connexions entre els estudis literaris i les tecnologies digitals i està format per professors de diverses universitats europees i americanes.
Va ser guardonada per la seva trajectòria amb la Distinció de Jove Investigador de la Generalitat de Catalunya (2001-2005) i és membre de l'Internacional Advisory Board de l'Electronic Literature Organization (ELO), membre i professora del Programa de doctorat europeu Cultural Studies in Literary Interzones, Erasmus Mundus Joint Doctorate (EMJD/University of Bergamo) i de l'Erasmus Intensive Program on European Digital Literatures que coordina la Universitat de París 8 (Vincennes - Saint Denis).
Ha col·laborat amb diversos mitjans de comunicació: com a columnista del diari Ara; a Els matins de TV3, com a tertuliana (2006-2009) i en una secció de llibres, i a Catalunya Ràdio, a El suplement (2013-2016) i a El matí de Catalunya Ràdio, parlant de llibres (2016-2017). Responsable de la sèrie de vídeos Bits de literatura d'EduCaixa.
Entre 2012 i 2016 va pronunciar més de 90 conferències, en diversos cicles de literatura sobre clàssics, als Caixafòrum de Barcelona, Tarragona, Lleida, Girona, Palma, Madrid i Saragossa.

### Etapa de gestió pública i vida política
El 2012 va ser nomenada comissària del Centenari Sales, Calders, Tísner per la Generalitat de Catalunya i per l'Ajuntament de Barcelona i l’any següent va ser nomenada directora de la Institució de les Lletres Catalanes per l’aleshores conseller de Cultura, Ferran Mascarell. Des d'aquest càrrec va treballar, amb tres consellers diferents, per donar a conèixer el patrimoni literari català, amb l'objectiu de trobar i fer arribar autors i obres a «espais no habituals per a la literatura», posant en marxa programes titulats "Lletres a...". Va viatjar per tot Catalunya oferint conferències en auditoris, hospitals, mercats o, fins i tot, vagons de tren. El 2017 va coordinar el 80è aniversari de la institució.
El gener de 2018 deixa el càrrec per concórrer a les eleccions al Parlament de Catalunya de 2017 amb la llista de Junts per Catalunya, com a candidata independent, i fou escollida diputada.
El 29 de maig de 2018 fou designada consellera de Cultura pel llavors President de la Generalitat de Catalunya, Quim Torra, després que Lluís Puig (sota una ordre de detenció activa en territori espanyol) no pogués assumir el càrrec per la negativa del Govern de l'Estat Espanyol a publicar-lo al DOGC.
El juliol del 2018 es va iniciar una investigació sobre presumptes delictes en relació amb l'adjudicació de divuit contractes quan Borràs dirigia la Institució de les Lletres Catalanes. La investigació va ser admesa per la jutgessa Sílvia López i es van obrir les diligències 547/2018. L'aleshores consellera va comparèixer al Parlament de Catalunya el 5 de desembre de 2018 a petició pròpia, per tal de donar explicacions. L'advocat Gonzalo Boye ha denunciat el caràcter prospectiu d’aquesta investigació judicial. El desembre de 2019 la sala segona del Tribunal Suprem espanyol va obrir una causa penal contra Borràs, per investigar presumptes delictes de prevaricació, frau, malversació i falsedat documental per l'adjudicació dels divuit contractes entre 2013 i 2018. Els experts en contractació pública David Ros i Isidre Llucià, del col·lectiu independent Maspons i Anglasell, van elaborar un informe després de l'anàlisi de la sentència i les proves pericials del judici en què conclouen que és un cas clar de lawfare.
El març de 2019 Mariàngela Vilallonga la rellevà com a Consellera de Cultura quan Laura Borràs, que lideraria amb Jordi Sánchez la candidatura de Junts per Catalunya a les eleccions generals espanyoles del 28 d'abril, va concórrer a les eleccions i va ser elegida com a diputada al Congrés de Diputats i, novament, en les eleccions generals repetides l'octubre de 2019, on va ser portaveu de Junts per Catalunya fins al febrer de 2021.
El novembre de 2020 es va presentar a les primàries de Junts per Catalunya per optar a la Presidència de la Generalitat, a les futures eleccions al Parlament de Catalunya del 14 de febrer de 2021, en què va sortir escollida amb gairebé el 80% dels vots. També s'hi van presentar Damià Calvet i Jordi Ferrés, qui pocs dies abans de les eleccions va demanar el vot per Borràs.
El 12 de març de 2021 fou escollida Presidenta del Parlament de Catalunya amb el suport de Junts i ERC. Va exercir el càrrec com a 16a presidenta de la institució i fou la tercera dona en dirigir la cambra, després de Núria de Gispert i Carme Forcadell. El juny de 2022 va esdevenir presidenta del partit polític Junts per Catalunya. El juliol de 2022 fou suspesa com a diputada arran de la investigació sobre la seva actuació al capdavant de la Institució de les Lletres Catalanes. El 30 de març de 2023 fou condemnada a quatre anys i mig de presó i a 13 d'inhabilitació, per un delicte de prevaricació i falsedat documental. El parlament, a instàncies de la JEC, li retirà definitivament l’escó l'1 de juny de 2023.
El febrer de 2024 reprèn la seva activitat docent a les aules de la Universitat de Barcelona després de l'excedència sol·licitada durant els cursos 2022-2023 com a professora del màster de formació del professorat i una assignatura del grau, de didàctica de la literatura, perquè durant la seva activitat com a directora de la ILC, diputada, consellera de cultura i presidenta del Parlament va mantenir sempre la docència, en format reduït.
Ha sigut president de Junts per Catalunya entre 2022 i 2024.

### Vida privada
Des de 1996 està casada amb Xavier Botet, cirurgià igualadí, amb qui l'any 2000 va tenir una filla, Marta Botet.

## Obra publicada
Ha publicat diversos articles divulgatius i de recerca en revistes especialitzades, així com un manual sobre literatura comparada el 2003. També és autora dels següents llibres:
- Més Enllà de la Raó (Quaderns Crema,1999). ISBN 9788477272878
- Per què llegir els clàssics avui (Ara llibres, 2011). ISBN 9788492907977
- Dos amants com nosaltres (Ara llibres, 2012).[25] ISBN 9788415224495
- Under construction: Literatures digitals i aproximacions teòriques (Edicions UIB, 2012). Editora ISBN 9788483842430
- Clàssics moderns (Ara llibres, 2013) ISBN 9788415224228
- La literatura en un tuit (2017) ISBN 9788415315407
- El poder transformador de la lectura (Ara llibres, 2020)[26]
- Filla de l'1 d'octubre (Enciclopèdia catalana, 2021) ISBN 9788441232310